# Sarcopygme intermedia
Sarcopygme intermedia är en måreväxtart som beskrevs av William Albert Setchell och Erling Christophersen. Sarcopygme intermedia ingår i släktet Sarcopygme och familjen måreväxter. Inga underarter finns listade i Catalogue of Life.